# Entodon rufescens
Entodon rufescens är en bladmossart som beskrevs av Lazarenko 1945. Entodon rufescens ingår i släktet Entodon och familjen Entodontaceae. Inga underarter finns listade i Catalogue of Life.